# 帝女花 (崑曲)
《帝女花》是清代舉人黃燮清（黃韻珊）於1832年創作的崑劇劇本，是《倚晴樓七種曲》之一。
黃燮清生於1805年，道光壬辰（1832年）年，黃氏會試落第，撰寫《帝女花》以抒發自己秋闈失意的抑鬱，並彰顯文章之才，及歌頌清廷恩禮勝國。故事基於甲申之變的歷史，取材自明末清初詩人吳梅村的《思陵長公主輓詩》。此劇作於翌年（1833年）秋天刊刻，但他晚年因為「自悔少作，懺其綺語」，將所有刊刻的劇作毀板不存。黃燮清卒於同治三年（1864），翌年他的連襟宗景藩將此劇作重新刊刻。光緒辛巳年（1881年），黃燮清的女婿馮肇又再將劇作刊刻了一次。

## 情節大綱
天上眾香國的侍香金童和散花天女因結情緣而被貶謫至凡間，分別成為明朝太僕左都尉之子周世顯、崇禎帝的長女坤興公主徽娖。明末崇禎時，發生甲申之變，國家危在旦夕之際，崇禎帝為坤興公主徽娖配婚，選太僕之子周世顯為駙馬。
不久李闖攻入皇城彰義門，崇禎怕妻女被賊兵凌辱，斬殺坤興公主、昭仁公主、袁妃，並命張太后、李娘娘、周皇后自盡，之後崇禎到煤山自縊。國舅周鍾到大殿，命人將坤興之屍體抬回家，維摩居士與仙童以還魂丹救活坤興。坤興傷癒後，因不忿周鍾降賊，屢次尋死未遂，詐稱到維摩庵上香，之後留庵修行不返。一直避居蕭寺的世顯，得知坤興公主未死後盼再續前緣。
清朝順治二年，闖賊已為清兵所平，坤興感激清帝為明朝雪恥及厚葬崇禎，但自歎孤苦伶仃，駙馬不知所蹤，決定上表清廷，請新帝准她削髮為尼。清帝不許坤興出家，下詔尋找前朝駙馬，讓坤興與世顯在御賜第宅內成婚，再續前緣。
婚後，坤興仍未能忘對前朝往事，導致抑鬱成病，黯然逝去，清帝賜號「長平」並賜葬於彰義門外。世顯哭祭愛妻後倦極入睡，夢中被仙童引領至眾香國聽釋迦如來佛說法。佛對坤興、世顯說法，指人生、情愛、功名、富貴均如夢幻泡影；又指明朝忠臣義士、崇禎后妃均果報升天，叛臣奸黨則下地獄。最後，世顯與坤興到緣樓小敘片刻後，被送回凡間。

## 角色
| 角色     | 簡介                                             |
| 周世顯   | 明朝太僕左都尉之子。（本是天上的侍香金童）       |
| 朱徽娖   | 坤興公主，崇禎皇帝的長女。（本是天上的散花天女） |
| 崇禎帝   | 明朝最後一名君主                                 |
| 周皇后   | 崇禎帝之皇后，周鍾之姐                           |
| 周鍾     | 國舅，國丈周奎之子，周皇后之弟                   |
| 李闖     | 李自成                                           |
| 維摩居士 | 佛教修行者                                       |
| 崔名貴   | 庸醫                                             |

## 場目
1. 〈佛貶〉
2. 〈宮歎〉
3. 〈傷亂〉
4. 〈軼關〉
5. 〈割慈〉
6. 〈佛餌〉
7. 〈朝鬨〉
8. 〈哭墓〉
9. 〈駭遁〉
10. 〈探訊〉
11. 〈殲寇〉
12. 〈草表〉
13. 〈訪配〉
14. 〈尚主〉
15. 〈觴敘〉
16. 〈醫窮〉
17. 〈香夭〉
18. 〈魂遊〉
19. 〈殯玉〉
20. 〈散花〉

## 影響
黃燮清的《帝女花》刊刻之後，即傳到日本。因故事哀豔，符合日本人的民族性格，得到日本人的重視，直到五十年代依然受到日本觀眾的歡迎，傳演不輟。1957年，香港著名粵劇劇作家唐滌生將這劇改編為同名粵劇，成為仙鳳鳴劇團的第四屆劇目，於1957年6月7日在香港利舞台首演。